# Acanthodactylus opheodurus
Espèce
Statut de conservation UICN

 LC  : Préoccupation mineure
Acanthodactylus opheodurus est une espèce de sauriens de la famille des Lacertidae.

## Répartition
Cette espèce se rencontre en Iran, en Irak, au Koweït, en Jordanie, en Israël, en Arabie saoudite, au Yémen, en Oman et aux Émirats arabes unis.

## Description
C'est un lézard terrestre vivant dans des zones arides à désertiques.

## Publication originale
- Arnold, 1980 : The scientific results of the Oman flora and fauna survey 1977 (Dhofar). The reptiles and amphibians of Dhofar, southern Arabia. Journal of Oman studies special report n. 2, p. 273-332.